# Cathédrale de Montalto delle Marche
La cathédrale de Montalto delle Marche est une église catholique romaine de Montalto delle Marche, en Italie. Il s'agit d'une cocathédrale du diocèse de San Benedetto del Tronto-Ripatransone-Montalto.